# Muerte de Francisco Martínez
La muerte de Francisco Martínez, también llamada por la prensa Caso Panguipulli, ocurrió el 5 de febrero de 2021 en la ciudad de Panguipulli, Chile, como resultado de los disparos de un funcionario de Carabineros de Chile. El hecho ocurrió ante la negativa del joven malabarista de someterse a un control de identidad ante la autoridad policial.
Su muerte generó una oleada de protestas, disturbios y vandalismo, resultando incendiado el edificio que albergaba distintas oficinas públicas de Panguipulli, entre ellas su casa consistorial.
El caso se cerró con el sobreseimiento del carabinero implicado en los hechos dado que la justicia determinó que hubo legítima defensa.

## Biografía
Francisco Andrés Martínez Romero (n. Santiago, agosto de 1993), tenía 27 años al momento de su muerte. Su familia vivía en la comuna de Puente Alto, en Santiago, ciudad que dejó a los 18 años para vivir en varios países de Latinoamérica.
Hacia 2015 se habría asentado en Panguipulli, viviendo en la calle y trabajando como artista callejero, malabarista y artesano. En esa ciudad era conocido como «Franco» o «Tibet», y participó en las movilizaciones del estallido social durante 2019.
De acuerdo con el testimonio de su hermana, Francisco padecía de esquizofrenia. Era tío de un menor de edad que también se vio envuelto en un episodio policial, ocurrido en el Puente Pío Nono de Santiago, en el marco del estallido social.

## Fallecimiento

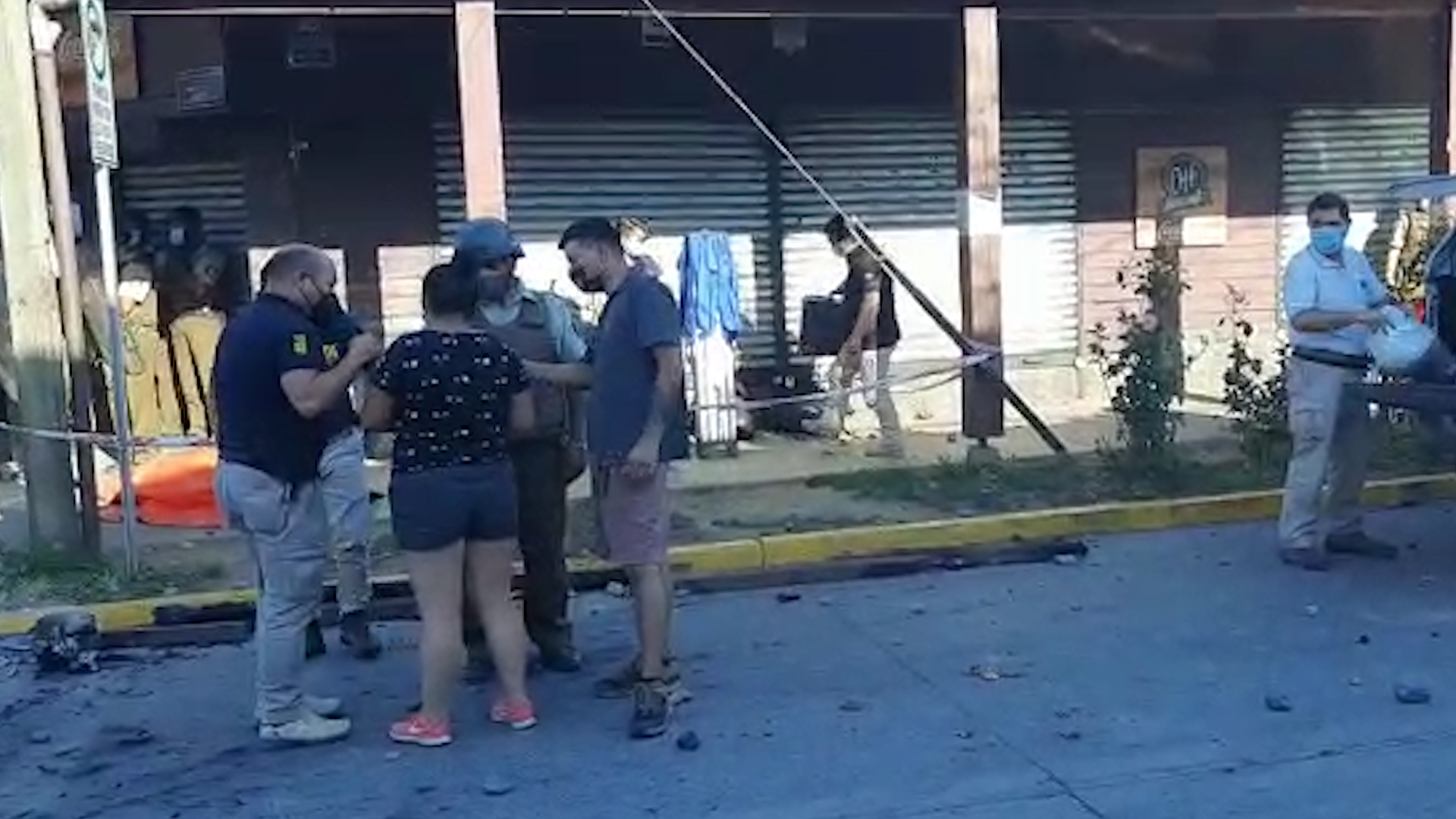
Efectivos de la PDI y Carabineros realizando diligencias de investigación. Atrás, el cuerpo de Francisco Martínez cubierto con plástico.

Pasadas las 15:00 horas del viernes 5 de febrero de 2021, en la ciudad de Panguipulli, Francisco Martínez realizaba malabares en la concurrida intersección de las calles Martínez de Rozas y Pedro de Valdivia. En el lugar un grupo de tres funcionarios de Carabineros se aproximó a Martínez para realizarle un control de identidad.
La investigación reveló que ante la negativa de Martínez de someterse a dicho control y tras abalanzarse sobre el sargento con elementos cortantes, el carabinero González Iturriaga actuó en legítima defensa, realizando varios disparos, al piso y a quemarropa al cuerpo del malabarista, acabando con su vida. Durante el altercado, el joven se habría abalanzado contra el carabinero con los elementos que utilizaba para hacer malabarismo, que eran machetes.
Una técnica en enfermería que estaba en el lugar otorgó primeros auxilios a Martínez y le realizó infructuosamente reanimación cardiopulmonar.

## Reacciones

### Manifestaciones y homenajes
La muerte de Martínez fue grabada por un transeúnte y el video se difundió a través de las redes sociales. El hecho generó diversas protestas espontáneas en las principales calles de Panguipulli durante la tarde del 5 de febrero. Las manifestaciones derivaron en incidentes durante la noche, siendo incendiada completamente la Municipalidad de Panguipulli. Otros edificios afectados fueron las oficinas de Correos de Chile, el Juzgado de Policía Local, el Registro Civil y la oficina de Essal. Las protestas terminaron con cinco personas detenidas.

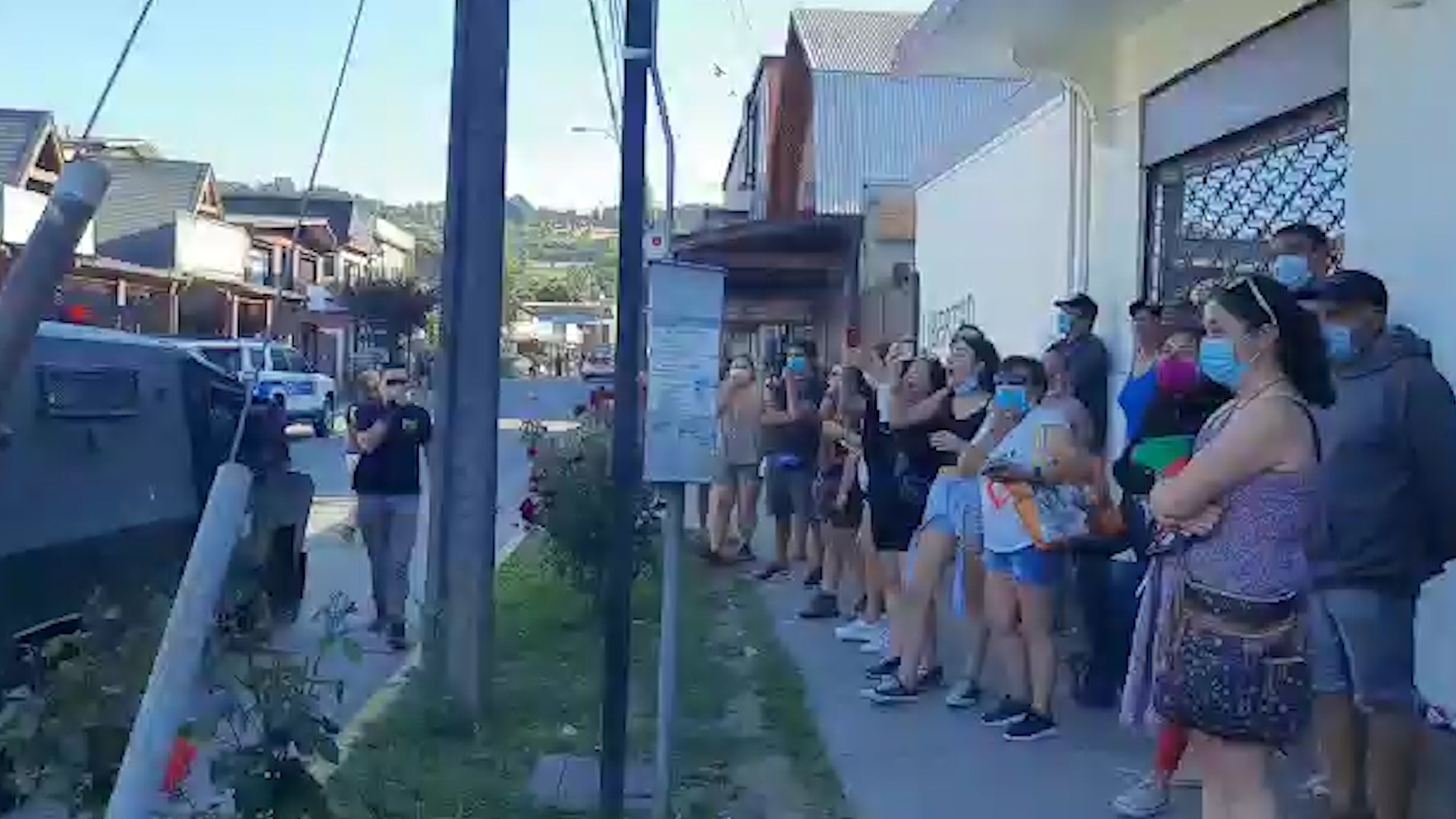
Transeúntes gritando consignas contra Carabineros de Chile.
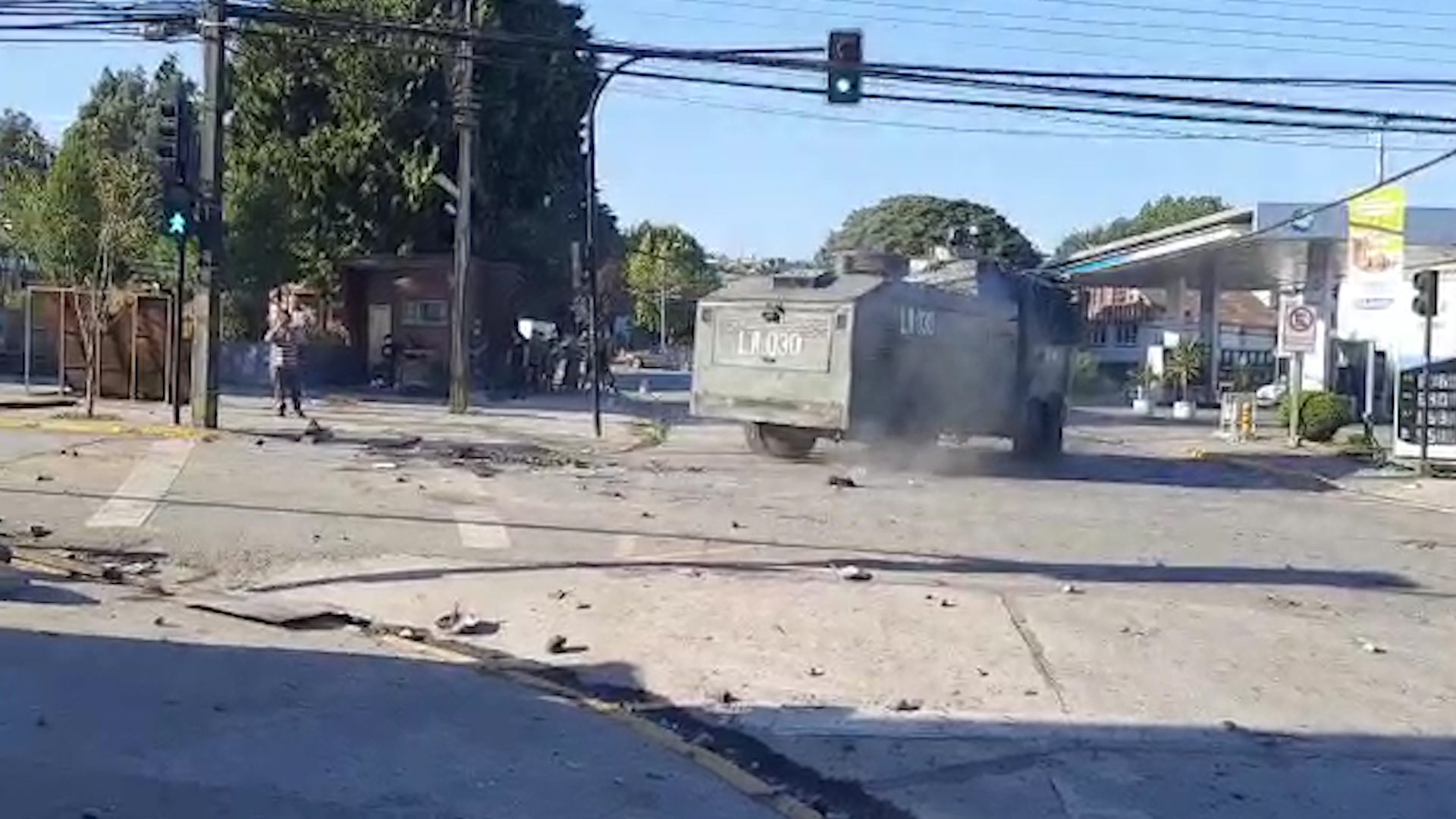
Vehículo de Carabineros atraviesa una barricada.

El 6 de febrero el cuerpo de Martínez salió desde el Servicio Médico Legal de Panguipulli con destino a Santiago, siendo homenajeado por la comunidad local. Durante esa jornada también se desarrollaron protestas en otras ciudades de Chile, como Antofagasta, Santiago, Concepción, Temuco y Valdivia.
La mañana del 7 de febrero los restos de Martínez llegaron a Bajos de Mena, comuna de Puente Alto, para su velatorio, al cual asistió el cantante Roberto Márquez, y sus funerales fueron realizados al día siguiente en el cementerio Parque El Prado. El 8 de febrero también se realizaron protestas por la muerte de Martínez en varias ciudades de Chile, incluyendo Santiago, Valparaíso y La Serena.

### Declaraciones del Gobierno y Carabineros
El hecho fue calificado por la prensa como el primer gran desafío que enfrenta Ricardo Yáñez como general director de Carabineros, cargo que mantiene desde noviembre de 2020. Según la primera versión entregada por la institución policial, el incidente se habría enmarcado dentro de la legítima defensa, ya que tras haberse negado al control de identidad Martínez habría atacado a los carabineros con «armas blancas» y esto los llevó a disparar «en resguardo de su propia vida». Sin embargo, el presidente del Instituto Nacional de Derechos Humanos, Sergio Micco, cuestionó el procedimiento utilizado por carabineros y agregó que «el tema más complejo es el uso del arma sin respetar los principios de proporcionalidad».
El gobierno de Chile, a través del ministro del interior Rodrigo Delgado, indicó el 6 de febrero que se trabajará para que toda la información relacionada con el caso sea incluida en la investigación, con el fin de esclarecer lo que ocurrió y si carabineros cumplió con los protocolos necesarios. El 8 de febrero, el presidente Sebastián Piñera respaldó el actuar policial, ya que Carabineros de Chile «es una institución fundamental y de la primera línea en la defensa del orden público, la seguridad ciudadana, el Estado de Derecho y la democracia». Asimismo, el subsecretario del Interior Juan Francisco Galli, aseveró que los carabineros «no anda[n] provocando a las personas para que los agredan [sino que] reaccionan a una situación que se da frente a un procedimiento policial».
Diversos dirigentes de partidos de la oposición exigieron al gobierno asumir la responsabilidad política del hecho, y abogaron por una reforma institucional de Carabineros.

## Investigación judicial y sobreseimiento
El Ministerio Público inició una investigación a fin de «establecer la dinámica de los hechos y si hay defensa propia en la acción del carabinero». El 6 de febrero se realizó en forma telemática la audiencia de control de detención del carabinero imputado ante el Juzgado de Garantía de Panguipulli, donde el Ministerio Público solicitó extender su detención por tres días para recabar más pruebas del hecho, lo cual fue otorgado por el tribunal. La audiencia de formalización de la investigación se realizó el 8 de febrero, donde el tribunal decretó 4 meses para la investigación del delito de homicidio simple, y otorgó la medida de arresto domiciliario total para el imputado Juan Guillermo González Iturriaga.
El 25 de enero de 2022 la Corte de Apelaciones de Valdivia sobreseyó al carabinero al considerar que actuó en legítima defensa y el 10 de febrero de 2022 la Corte Suprema confirmó la sentencia, absolviendo al carabinero de responsabilidad. El 9 de septiembre del mismo año la Corte de Apelaciones de Santiago decretó el sobreseimiento definitivo del expresidente Sebastián Piñera, del exministro del Interior Rodrigo Delgado y del exsubsecretario del Interior Juan Francisco Galli y el 28 de octubre fue sobreseído el general director de Carabineros, Ricardo Yáñez.